# ريخنوف ناد كنيجنو
ريخنوف ناد كنيجنو (بالتشيكية: Rychnov nad Kněžnou)‏ هي بلدة في إقليم هرادتس كرالوفه في جمهورية التشيك، وهي مركز مقاطعة ريخنوف ناد كنيجنو.
يبلغ عدد سكان هذه البلدة 11,823 حسب إحصاء في سنة 2006.

## اقرأ أيضاً
- مقاطعة ريخنوف ناد كنيجنو